# 현악 사중주 3번 (멘델스존)
현악 사중주 3번, 라장조, 작품번호 44는 펠릭스 멘델스존이 1838년 7월 작곡한 곡이다. 1839년 초연되어 1840년 악보가 출판되었다. 바이올린 연주자 2명과 비올라, 첼로로 구성된 사중주로, 당시 스웨덴 왕세자였던 오스카르 1세에게 헌정된 총 세곡의 현악 사중주로 이루어진 작품번호 44 중 하나이다.

## 악장
- Molto allegro vivace
- Menuetto
- Andante
- Presto

연주시간은 약30분이다.